# Томас Вентворт, 1-й граф Страффорд
Томас Вентворт (англ. Thomas Wentworth; 13 квітня 1593 — 12 травня 1641) — державний та військовий діяч унійного королівства Англії та Шотландії.

## Життєпис

### Парламентська діяльність
Походив зі англійського старовинного шляхетського роду з Йоркширу. Син баронета Вільяма Вентворта та Анни Аткінс. Народився у родинному маєтку Вудхауз в Лондоні 1593 року. Здобув освіту в коледжі Святого Джона в Кембридзькому університеті. 1607 року став студентом юридичного факультету Іннер Темпл, а в 1611 році був посвячений в лицарі. Невдовзі одружився з донькою Френсіса Кліффорда, графа Камберленда.
1614 року обирається від Йоркшира до англійського парламенту, проте не виявив політично\ активності. 1615 року отримує почесну посаду хранителя записів (custos rotulorum) Західного Рідінга в Йоркширі. 1621 року обирається знову. Лише з цього часу починає активну участь в дебатах: не підтримував Джорджа Вільєрса, герцог Бекінгема, що схиляв парламент на війну з Іспанією; виступав на захист прав Палати громад від зазіхань короля Якова I.
У 1622 році померла його дружина. 1624 року обирається від міста Понтефракт до парламенту. Тут продовжив виступати за пасивну зовнішню політику, більше зосереджувати уваги на справах Англії та Шотландії. У лютому 1625 року пошлюбив доньку Джона Голлеса, графа Клер.
У червні 1625 року від Йоркширу обирається до парламенту. Продовжив виявляти ворожість до підготовки війни з Іспанією, підтримавши пропозицію про перенесення засідання до того, як палата взялася за роботу. Він виступав проти вимоги про військові субсидії, висунутої від імені герцога Бекінгема. Після того, як парламент був розпущений у листопаді, Вентворт був призначений Верховним шерифом Йоркширу. Внаслідок цього не мав права обиратися до парламенту, який було скликано 1626 року.
У січні 1626 року Вентворт попросив головування в Раді Півночі і був прихильно прийнятий Бекінгемом. Але після розпуску парламенту через спротив позиції короля впровадження податків без згоди парламенту був звільнений з посади мирового судді та посади хранителя записів (custos rotulorum) Західного Рідінга в Йоркширі. 1627 року він відмовився брати участь у примусовому стягненні грошей, за що згодом був ув'язнений.
Після звільнення у 1628 році був одним із найактивніших прихильників Петиції про права, яка намагалася приборкати владу короля. Після того, як король Карл I прийняв петицію, Вентворт вважав за доцільне підтримати короля, сказавши: «Влада короля — це ключовий камінь, який закриває арку порядку та уряду». За це був затаврований як зрадник справи парламенту.
У парламенті 1628 року приєднався до лідерів спротиву позазаконому оподаткуванню та ув'язненню. Він очолював рух за законопроєкт, який забезпечив би свободи особистості, як і Петиція про права, але менш образливим для короля способом. Проте поміркована позиція не викликала підтримки більш радикально налаштованих парламентарів на чолі із Джоном Еліотом та Едвардом Коуком, а також через небажання Карла I обмежувати свою владу. В результаті Вентворт втратив свій вплив в Палаті громад. Натомість 22 липня отримав титул барона. У грудні того ж року після загибелі герцога Бекінгема отримає титул віконта та важливу посаду президента Ради Півночі.
Намагання Вентворта залагодити розбіжності між королем і парламентом виявилися невдалими, що призвело до відкрито розриву у 1629 році. За цим обставин Вентворт підтримав королівський двір. У листопаді стає членом Таємної ради.

### Діяльність в Ірландії
На початку 1632 року помирає його друга дружина. 12 січня 1632 року він був призначений лордом-заступником Ірландії зі значними повноваженнями на кшталт віцекороля. Згодом, того ж року, оженився втретє. Він реформував адміністрацію, швидко звільнивши неефективних англійських чиновників.
Суд Замкової палати, ірландський аналог Зоряної палати, яка до того часу діяла лише з перервами, була перетворена на регулярну та ефективну частину ірландської адміністрації. Водночас налагодив співробітництво з місцевими парламентарями, сприяв розвитку торгівлі з Іспанією. Для цього було покладено край піратству. В результаті дій Вентворта митні збори зросли з трохи більше ніж 25 тис. фунтів стерлінгів у 1633—1634 роках до 57 тис. фунтів стерлінгів у 1637—1638 роках. Але при цьому придушив виробництво і торгівлю тканинами, щоб не створювали конкурента англійським виробникам.
В Ірландії ним була створена регулярна армія в 6 тис. вояків, чого не було в самій Англії. Також нав'язав армініанські реформи Церкві Ірландії, де переважали кальвіністи, розпочавши кампанію з повернення церковної землі, втраченої під час Реформації. Разом з тим порушив обіцянки надати права римокатоликам в парламенті Дубліна. При цьому поставив за мету перетворити власне ірландців на англійців за культурою та звичаями.
Втім поступово зростали зловживання Вентворта. 1635 року він домігся надання Карлу I титулу графа Коннахта, чим сильно було обмежено автономію Ірландії. За спротив цьому рішенню графство Голуей було ліквідовано. Це викликало заворушення на чолі із Річардом Берком, графом Кланрікардом, очільником впливового клану Берк. При цьому родичем останнього був Роберт Девере, граф Ессекс. В Ольстері також зростала напруга. До цього вступив у конфлікт з Річардом Бойлом, графом Корком, що представляв англійську знать на острові, набувши значної політичної ваги. З метою посилення королівської влади Вентворт на деякий час приборкав останнього, але граф Корк продовжив таємні інтриги проти лорд-заступника Ірландії.
1637 року, попри спротив архієпископа Джеймса Ашшера, підтримав відкриття в Ірландії першого театру — «Театр Вербург-стріт», який очолив шотландський перекладач Джон Огілбі. Тут ставилися п'єси англійських та ірландських авторів.
Вентворт став планувати масштабні конфіскації землі, що належав католикам, як для збору грошей для корони, так і для зламу політичної влади ірландської католицької шляхти. При цьому радив королю зміцнити владу в Англії та Шотландії, щоб потім почати активну зовнішню політику.
1639 року відправив королю власних 2 тис. фунтів стерлінгів для підготовки у війні з шотландськими ковенантами. Також таємно зібрав 20 тис. фунтів стерлінгів. У вересні того ж року Вентворта відкликали для участі у Другій єпископській війні в Англії, то він призначив свого прихильника Джеймса Батлера, графа Ормонда головнокомандувачем військами в Ірландії.

### Останні роки
У січні 1640 року отримує титул графа Страффорда та посаду лорд-лейтенанта Ірландії. За цим забезпечив рішення Ірландського парламенту щодо війни проти ковенантів та перевірив готовність тамтешніх військ. Водночас англійський парламент відмовився надати кошти Карлу I. Вентворт радив останнього здійснити активний наступ на шотландців, але при цьому виступав за збереження перемовин з парламентом. Він намагався змусити лондонців давати гроші в борг, підтримав проєкт знищення монет та вилучення злитків у лондонському Тавері (власність іноземних купців). Він також виступав за отримання кредиту в Іспанії шляхом пропозиції майбутнього союзу. Зрештою був призначений командувати англійською армією, ставши кавалером Ордену Підв'язки, але він захворів у вирішальний момент. В цей момент король розпустив парламент.
9 листопада 1640 року зібрався новий парламент, де негайно було поставлено питання про імпічмент Ветворта за його дії в Ірландії. Попри всі спроби короля та Ветворта Палата громад проголосувала та передала справу до палати лордів. 25 листопада графа Страффорда було арештовано та відправлено до Тауера. Завдяки енергійній промові Вентворта 10 квітня 1641 року імпічмент провалився. Але вороги продовжили боротьбу, домігшись прийняття Акту про опалу. Покаранням була страта або заслання. Більшість лордів схилялася до останнього. Проте розкриття наміру короля силою звільнити Ветворта з Тауера призвело до зворотного — парламент засудив його до смерті. Граф Страффорд звільнив короля від обіцянки не страчувати його, тож було підписано Акт про опалу. Невдовзі Вентворта було страчено. Звістка про це в Ірландії призвела до дезорганізації адміністрації, що призвело у жовтні того ж року до початку повстання.

## Родина
Дружина — Маргарет, дочка Френсіса Кліффорда, графа Камберленда
дітей не було
2. Дружина — Арабелла, дочка Джона Голлеса, графа Клер
Діти:
- Вільям (1626—1695), 2-й граф Стаффорд
- Анна (1627 року—д/н), дружина Едварда Вотсона, 2-го барона Рокінгема
- Арабелла (1630 —д/н), дружина Джастіна Маккарті, віконта Маунткешела

3. Дружина — Єлизавета, дочка сера Годфріда Родса
Діти:
- Маргарита